# 納加季諾站
納加季諾站（羅馬化：Nagatinskaya）是莫斯科地鐵謝爾普霍夫－季米里亞澤夫線的一個車站，開通於1983年11月8日。納加金諾站的深度達13.5（44英尺）。車站裝飾主要使用紅色和黑色大理石。